# کاکل‌پری چینی
کاکل‌پری چینی (نام علمی: Lophophorus lhuysii) نام یک گونه از سرده کاکل‌پری است.